# Dicranomyia nigropolita
Dicranomyia nigropolita är en tvåvingeart som beskrevs av Alexander 1923. Dicranomyia nigropolita ingår i släktet Dicranomyia och familjen småharkrankar. Inga underarter finns listade i Catalogue of Life.